# Dendrobium henryi
Dendrobium henryi är en orkidéart som beskrevs av Rudolf Schlechter. Dendrobium henryi ingår i släktet Dendrobium, och familjen orkidéer. Inga underarter finns listade i Catalogue of Life.